# 李斯特音乐学院
李斯特音樂學院（匈牙利語：Liszt Ferenc Zeneművészeti Egyetem，简称Zeneakadémia）是匈牙利首都布达佩斯的一所音乐学院。

## 学校概况
成立於1875年11月14日。是匈牙利著名音乐家李斯特·费伦茨建立并命名的。

## 专业

### 主修乐器类

#### 古典音乐
- 键盘（学士，硕士）
  - 手风琴
  - 拨弦古钢琴
  - 风琴
  - 钢琴
  - 钢琴伴奏和艺术指导（硕士）
- 弦乐器（学士，硕士）
  - 小提琴
  - 中提琴
  - 大提琴
  - 低音提琴
- 声乐和歌剧学
  - 声乐学（学士）
  - 清唱剧和德国民谣歌曲（硕士）
  - 歌剧（硕士）
- 木管乐器和铜管乐器（学士，硕士）
  - 长笛
  - 双簧管
  - 单簧管
  - 巴松管
  - 法国角
  - 小号
  - 长号
  - 大号
- 其他 (学士，硕士)
  - 竖琴
  - 钦巴龙
  - 吉他
  - 打击乐组合
- 早期音乐
  - 长笛
  - 钢琴
  - 拨弦古钢琴
  - 双簧管
  - 小提琴

#### 爵士乐（只是学士）
- 爵士贝斯
- 爵士作曲
- 爵士低音提琴
- 爵士鼓
- 爵士吉他
- 爵士钢琴
- 爵士萨克斯管
- 爵士歌曲
- 爵士长号
- 爵士小号

### 非主修乐器类
- 作曲* （学士，硕士）
- 柯达伊音乐教育 （学士，硕士）
- 管弦和合唱指挥* （学士，硕士）